# Kadakunte, Dod Ballapur
Kadakunte là một làng thuộc tehsil Dod Ballapur, huyện Bangalore Rural, bang Karnataka, Ấn Độ.